# Hypovitaminózy B ptáků
Vitamíny skupiny B jsou organické látky rozpustné ve vodě, které se vyskytují v buňkách všech živočišných druhů. Většina těchto látek tvoří součást základních tkáňových enzymových systémů zapojených do oxidace živin, a tedy nezbytných pro normální funkci tkání. Vitamíny skupiny B jsou hojně obsaženy v semenech a zrninách; mohou také být syntetizovány střevními bakteriemi živočichů.

## Nedostatek thiaminu
Thiamin (vitamín B1, aneurin, antineuritický faktor) je v přírodě více rozšířen v rostlinné než živočišné říši, a to jednak ve volné formě, jednak vázaný jako ester kyseliny difosforečné, tzv. thiamindifosfát (TDP). Thiamin syntetizují některé bakterie, které se vyskytují i v trávicím ústrojí živočichů. Pro terapeutické účely se thiamin vyrábí synteticky ve formě solí. Je bezbarvý, rozpustný ve vodě a alkoholu, má charakteristický zápach po kvasnicích, rozkládá se v přítomnosti těžkých kovů, oxidačních prostředků, v alkalickém prostředí a při teplotách nad 100 °C.
V organismu má vitamín B1 velký význam při metabolismu sacharidů. Je nepostradatelný pro zužitkování glukózy v buňkách a pro činnost nervové soustavy. Při stravě bohaté na tuky jeho spotřeba v těle klesá, při stravě bohatší na sacharidy a při svalové práci je jeho spotřeba vyšší.
Hrabavá drůbež a holubi jsou k nedostatku vitamínu B1 velmi vnímaví. Přesto se však v praxi s tímto onemocněním téměř nesetkáváme, protože vitamín B1 je bohatě obsažen v četných produktech rostlinného původu, které jsou ve výživě drůbeže hojně zastoupeny. Poměrně vysoké nároky na thiamin mají rybožraví ptáci (tučňáci, krátkokřídlí) a dravci (syrové maso).
Hypovitaminózy mohou nastat při zvýšeném metabolismu sacharidů a při otravách nikotinem, olovem a arsenem.

### Příznaky hypovitaminózy
Klinické příznaky se u ptáků při chybění thiaminu v krmivu objevují již za 7–10 dnů, při částečné za 20–30 dnů. Prvními příznaky bývají ztráta chuti, pokles živé hmotnosti, zmodrání hřebene a slabost končetin. Při pokračující deficienci se dostavuje ochrnutí svalstva, nejprve ohybačů prstů, které postupuje směrem nahoru a zachvacuje i natahovače běháků, svalstvo křídel, krku a celého těla. Někteří ptáci jsou tak slabí, že nejsou schopni udržet ani křídla v obvyklé poloze. Při ochrnutí pouze předních partií krčního svalstva dochází k retrakci hlavy nazad (opistotonus) a samovolným pohybům hlavy.

### Terapie a prevence
Reakce na aplikaci thiaminu u deficitně krmených ptáků je velmi rychlá. Vitamín B1 je hojně obsažen v pivovarských kvasnicích, v otrubách, ve slupkách rýže a v obilninách. Běžné krmné dávky pro drůbež ho obsahují 2–3× více, než je pro drůbež nezbytné. Potřeba vitamínu B1 u drůbeže se pohybuje kolem 2 mg/kg krmiva. Semena rostlin také obsahují dostatek thiaminu, proto jeho deficit u volně žijících či v zajetí chovaných ptáků není nijak častý.

## Nedostatek riboflavinu
Riboflavin (vitamín B2) patří do skupiny žlutých barviv rostlinného nebo mikrobiálního původu. Zasahuje do metabolismu jako koenzym tzv. flavinových enzymů, které přenášejí vodík při hydrogenacích a dehydrogenacích. V organismu zasahuje především při procesech trávení a při přeměně bílkovin, tuků a sacharidů. Nehromadí se v těle na delší dobu, jeho přebytek se vylučuje, proto je důležitý jeho plynulý přísun v krmivu. Má význam pro růst, líhnivost a životnost mláďat.
Drůbež je k deficienci riboflavinu velmi citlivá, zejména kuřata a krůťata, u kterých se také hypovitaminóza vyskytuje nejčastěji. Starší ptáci syntetizují riboflavin ve střevě.

### Příznaky hypovitaminózy
Nápadným projevem je značně zpomalený růst kuřat (krůťat), průjem a jejich celková slabost, i když chuť k přijímání krmiva je zachována. Kuřata posedávají na patních kloubech, pohybují se nerada, s prsty zkroucenými dovnitř. Křídla jsou často skleslá, s nápadně dlouhými hlavními letkami. Kůže je drsná a suchá. Podobné klinické příznaky byly pozorovány u mladých vodních ptáků, orlů a běžců. Korely krmené deficitní potravou nejsou schopny inkorporovat pigment do primárního peří. Nedostatek riboflavinu a argininu způsobuje vypadávání peří. Starší ptáci jsou odolnější na deficit riboflavinu než rostoucí mláďata. U dospělých nosnic klesá vaječná produkce. Normální vaječný bílek má výraznou žlutozelenou opalescenci, kdežto bílek s nedostatečným obsahem riboflavinu je téměř bezbarvý.
Násadová vejce nosnic trpících nedostatkem riboflavinu se špatně líhnou a zejména v druhé polovině inkubace je vysoká embryonální mortalita. Na embryích se pozorují zakrslost, edém a deformace v opeření, projevující se holými místy (bez puchu) nebo s nedokonale vyvinutým puchem. Puch bývá zkadeřený, nerozvírá se a chmýří zůstává trvale uzavřeno v pouzdře.
U krůťat se kromě zpomalení růstu objevují krusty v koutcích zobáku a na víčkách (připomínající deficit kyseliny pantotenové u kuřat), a různě intenzivní dermatitidy na končetinách, jež mohou vést až k edématoznímu zduření a k tvorbě ragád.

### Terapie a prevence
Do krmných směsí pro drůbež je přidáván syntetický riboflavin. Někdy se vyskytují deficience riboflavinu i při dostatečném přívodu v krmivu. Příčinou může být jeho nedostatečná resorpce při onemocnění střevní sliznice nebo geneticky podmíněná neschopnost jeho využití. Zvýšené nároky na riboflavin jsou při aplikaci antikokcidik. Riboflavin je obsažen hlavně v kvasnicích a mléce. Potřeba vitamínu B2 pro drůbež se pohybuje kolem 2–4 mg/kg krmiva.

## Nedostatek pyridoxinu
Pyridoxin (vitamín B6, adermin) je skupinové označení pro pyridoxol, pyridoxal a pyridoxamin. Z nich nejvýznamnější je pyridoxal. Je dobře rozpustný ve vodě a alkoholu, nahořklé chuti, stálý k teplotám, kyselinám i zásadám, pozvolna se však rozkládá působením světla. Látky pyridoxinové skupiny se do metabolismu zapojují jako koenzymy a zúčastňují se dekarboxylace a transaminace aminokyselin.
V organismu se uplatňuje pyridoxin v metabolismu bílkovin (využití metioninu a tryptofanu). Při deficienci dochází ke zvýšenému vylučování dusíku z organismu. Dále se uplatňuje jeho vliv na nervový systém a kůži.

### Příznaky hypovitaminózy
Příznaky deficience u ptáků se projevují ztrátou chuti, nedokonalým zužitkováním krmiva, zpomaleným růstem a slabostí, případně trhavým způsobem chůze a křečemi U nosnic dochází k redukci snášky a zhoršené líhnivosti. Hypovitaminóza B6 byla pozorována u rostoucího nandu.

### Terapie a prevence
Potřeba pyridoxinu pro drůbež se udává mezi 2–5 mg/kg krmiva. Dobrým zdrojem vitamínu B6 jsou kvasnice, obilniny, zvláště otruby, rýžové slupky, rybí moučka, játra, ledviny, sušené mléko a sušené kvasnice.

## Nedostatek kyanokobalaminu
Kyanokobalamin je nejznámější ze skupiny vitamínů B12, které se podle své základní struktury (korin) nazývají korinoidy. Biochemická funkce korinoidů spočívá v jejich účasti na přeměně aminokyselin a ribonukleotidů, např. při přenosu methylových skupin nebo vodíku.
Kyanokobalamin (vitamín B12, kobalamin, animal protein factor) má na centrálním atomu kobaltu navázanou skupinu -CN. Jeho sumární vzorec je C63H90O14N14Co. Jestliže je skupina -CN substituována jinými jednosytnými zbytky, vznikají další kobalaminy, např. akvokobalamin (-OH) nebo nitritokobalamin (-NO). Jsou stejně účinné jako kyanokobalamin.
Vitamín B12 je červená krystalická látka, v čistém stavu termostabilní a hygroskopická. Působí již v nepatrných množstvích a patří mezi biologicky nejúčinnější látky.
V organismu se tento vitamín uplatňuje při buněčných procesech v CNS a při zužitkování bílkovin. Je nezbytný pro tvorbu krve, protože spolupůsobí při vzniku a vývoji erytrocytů. Poprvé byl izolován z jater, je však i produktem metabolismu střevních bakterií a součástí výkalů.

### Příznaky hypovitaminózy
Kyanokobalmin stimuluje růst a využití krmiv, má příznivý vliv na snášku, líhnivost i odolnost proti nemocem. Při deficitu vitamínu B12 bylo pozorováno zpomalení růstu, snížená zužitkovatelnost krmiva, zvýšená úmrtnost, snížení počtu leukocytů a hypertrofie ledvin. Dlouhodobá aplikace antimikrobiálních látek (antibiotik, chemoterapeutik) se může projevit poruchami srážlivosti krve anebo anemií.
U embryí vede deficience vitamínu B12 ke zvýšené úmrtnosti, zejména kolem 17. dne inkubace. Na uhynulých embryích se zjišťuje atrofie svalstva, zejména běháků. Končetiny jsou normálně dlouhé, avšak slabší a s hemoragiemi, které se někdy vyskytují i na alantois.

### Terapie a prevence
Přirozenými zdroji vitamínu B12 jsou svalovina, játra, ledviny, obsah předžaludků přežvýkavců, kravský hnůj a trus drůbeže, hluboká podestýlka a živočišné moučky. Orientační obsah kyanokobalaminu v krmných směsích pro drůbež se pohybuje mezi 3–12 µg/kg krmiva.

## Nedostatek kyseliny pantothenové
S nedostatkem kyseliny pantothenové se setkáváme u mladé drůbeže, ponejvíce u kuřat živených jednostranně jen některými šroty (např. kukuřičným).
Kyselina pantotenová je žlutavá, viskózní, olejovitá kapalina, jejíž soli krystalizují; empirický vzorec je C9H17O5N. Je rozpustná ve vodě, nerozkládá se kyslíkem ani světlem, avšak rozkládá se teplem, kyselinami i zásadami. Její soli jsou rovněž rozpustné ve vodě a nerozkládají se ani působením kyslíku, ani působením tepla.
V organismu se uplatňuje při přeměně látkové, zejména ve vztahu k bílkovinám a tukům. Je důležitá pro růst a funkci epiteliální tkáně. Vyšší potřeba kys. pantothenové může vzniknout potlačením saprofytické mikroflóry při použití sulfonamidů, nitrofuranů a některých antibiotik.

### Příznaky hypovitaminózy
Při deficienci kyseliny pantothenové se u kuřat vyskytují dermatitidy, peróza, ataxie, poruchy růstu a opeření a zvýšená mortalita. V koutcích zobáku a na okrajích víček se objevují krustózní změny. Víčka jsou slepena viskózním exsudátem. Někdy vznikají změny na chodidlové ploše prstů a objevují se drobné trhliny na kůži. Postižená kuřata se nerada pohybují. V ojedinělých případech kůže na polštářcích prstů zesílí, zrohovatí, takže prsty působí dojmem, jako by byly pokryty bradavčitými výrůstky.
Viditelné změny se zjišťují pouze u kuřat, nikoliv u dospělých slepic. Na snášku vajec nemá deficience kyseliny pantothenové žádný vliv, ale projevuje se sníženou líhnivostí násadových vajec. V posledních 2–3 dnech inkubace dochází ke zvýšené mortalitě embryí, která jsou edematická, s podkožními krváceninami. Podobné příznaky byly pozorovány u embryí pštrosa.
U korel se deficit kyseliny pantothenové projevuje nedostatečným růstem obrysového peří na prsou a zádech a zvýšeným úhynem kolem 3. týdnu věku. Postižení ptáci mají vzhled jako oštipující se kuřata.

### Terapie a prevence
Kyselina pantothenová je obsažena v krmivech rostlinného i živočišného původu. Hlavními zdroji jsou sušené obilniny, pokrutiny, pivovarské kvasnice, pšeničné otruby, odstředěné mléko sušené, sušená vojtěška aj.
Léčebně lze podávat B-komplex v krmivu nebo v pitné vodě. Parenterální aplikace B komplexu (im.) je dobře snášena.

## Nedostatek niacinu
Symptomy deficience niacinu u lidí byly známy již v 18. století a označovány v Itálii jako pelagra (pella – kůže, agra – drsná). Avšak teprve v roce 1937 byla kyselina nikotinová a její amid zařazeny mezi vitamíny a zjištěna jejich účinnost proti pelagře.
Deficience niacinu se vyskytuje vzácně, neboť běžná krmiva používaná pro drůbež i exoty obsahují dostatek kyseliny nikotinové a jejího amidu.
Niacin (kyselina nikotinová, PP faktor, vitamín B5, C6H5O2N) je bezbarvá krystalická látka rozpustná ve vodě za tepla a v alkoholu. Nerozkládá se varem.
Niacinamid (nikotinamid, C6H6ON2) je bezbarvá krystalická látka hořké chuti, lehce rozpustná ve vodě, nerozpouští se však v olejích. Neruší se ani teplem, ani oxidačními činidly, je však citlivá k alkáliím. Vyskytuje se vázaný v pyridinových nukleotidech.
Niacin se uplatňuje při přeměně látek v organismu jako reverzibilní oxidačně redukční soustava a má význam pro trávicí ústrojí, nervovou soustavu a kůži. Podporuje růst, působí stimulačně na vylučování žaludeční šťávy a jeho aplikace zvyšuje hladinu krevního cukru v krvi.
V organismu se niacin do určité míry vytváří z tryptofanu, ovšem pouze tehdy, je-li této aminokyseliny v krmné dávce dostatečné množství nebo nadbytek. Málo tryptofanu obsahuje např. kukuřice. Proto se při krmení kukuřicí zvyšuje potřeba niacinu, a to zejména u zvířat s krátkým trávicím ústrojím. Tryptofan se mění na niacin v játrech, takže při jejich poškození je narušena i syntéza niacinu. Kuřecí embryo je také schopno syntetizovat niacin. Jeho obsah ve vejci se během inkubace zvyšuje až 20krát.

### Příznaky hypovitaminózy
Klinické příznaky jsou většinou nespecifické a mohou se projevovat sníženým příjmem krmiva, nedostatečným růstem a opeřením, nervozitou, průjmem a stomatitidou (zánět sliznice dutiny ústní). U mladých kuřat, krůťat a kachňat dochází ke zvětšení hlezna a deformaci končetin podobně jako při peróze, ale šlacha m. gastrocnemius není uvolněná z kondylů. Deficit niacinu u papoušků nebyl zatím pozorován.

### Terapie a prevence
Potřebu niacinu není možné dobře stanovit, protože záleží do značné míry na obsahu tryptofanu v krmivu, na obsahu tuků, pyridoxinu i kyseliny listové. Obecně se pohybuje od 25–70 mg/kg krmiva. Potřeba niacinu je u mladých rostoucích zvířat mnohem vyšší než u dospělých. Při vysokém podílu tuku v krmivu se potřeba niacinu snižuje.
Zdrojem niacinu jsou z krmiv zejména obilniny, a to ječmen a pšenice, méně oves a rýže, obilní otruby, sušené pivovarské kvasnice a rýžové slupky. Z krmiv živočišného původu je niacin obsažen zejména ve vnitřnostech a v mléku. Tryptofan je obsažen nejhojněji v rybí moučce, mase a sušených kvasnicích, středně je obsažen ve vojtěšce, méně je ho v pšenici, ječmenu a ještě méně v kukuřici.
Nervozita a hysterie drůbeže může být ovlivněna doplněním niacinu v pitné vodě nebo v krmivu.

## Nedostatek biotinu
Biotin je důležitým růstovým faktorem, který se uplatňuje zejména při karboxylačních reakcích jako prostetická skupina karboxyláz.

### Příznaky hypovitaminózy
Deficit biotinu se projevuje stejnými klinickými příznaky jako deficit kyseliny pantothenové – dermatitidy, peróza, nedostatečný růst i opeření a ataxie. Někdy dochází ke zduření a ulceraci (zvředovatění) prstních polštářků. Syndrom tukové dystrofie jater a ledvin u kura bývá často spojován s krajní deficitem biotinu. Líhnivost násadových vajec je snížena pro zvýšenou mortalitu embryí, u kterých se nachází syndaktylie (srůst prstů) a chondrodysplastické (porucha vývoje a růstu chrupavky) změny v kostech.
Antagonistou biotinu je avidin, obsažený v syrovém bílku. S metabolismem biotinu interferují mykotoxiny. Přirozené zdroje biotinu jsou shodné se zdroji kyseliny pantothenové.

## Nedostatek cholinu
Cholin byl původně řazen mezi aminokyseliny. Ovlivňuje kladně střevní peristaltiku, rozšíření (dilataci) cév a metabolismus bílkovin. Při nedostatku methioninu může cholin při dostatečném přívodu částečně zastávat jeho funkci.
Deficience cholinu se u kuřat a krůťat projevuje zpožděním růstu a perózou. U starších ptáků se může vyskytovat tuková infiltrace jater. Korely držené na deficitní dietě mají špatnou pigmentaci peří křídel a ocasu, ale žádnou perózu.
Cholin se nachází v krmivech rostlinného i živočišného původu, hlavně v rybích moučkách, vejcích, obilních klíčkách a kvasnicích.

## Nedostatek kyseliny folové
Kyselina folová (kyselina pteroylmonoglutamová, acidum folicum) je jedna ze souboru tzv. listových kyselin, které jsou specifickým vitamínem kostní dřeně. Kyseliny listové jsou složkou enzymatické soustavy katalyzující přenos jednouhlíkových fragmentů (skupina -COH nebo -CH2-OH), což má význam zejména pro biosyntézu purinových apyrimidinových bází a tedy i nukleových kyselin.
Z nedostatku kyselin listových u vyšších živočichů vzniká chudokrevnost. U drůbeže se projevuje sníženou líhnivostí, vyšší embryonální mortalitou, deformacemi horní čelisti, nedostatečným růstem, anémií, zkřivením tibiotarzu a perózou. Kyselina listová, lysin a železo jsou potřebné pro tvorbu péřových pigmentů u barevných plemen drůbeže. Je syntetizována bakteriemi v zažívacím traktu, takže aplikace antibiotik či sulfonamidů může vyvolat příznaky decificitu kyseliny listové.
Kyselina listová se vyskytuje v zelených částech rostlin, v játrech, kvasnicích, pokrutinách a v dalších krmivech. K jejímu deficitu běžně nedochází.